# ولنات گروو (تنسی)
ولنات گروو (به انگلیسی: Walnut Grove) شهری در ایالت کشور ایالات متحده آمریکا است که جمعیت آن در سرشماری سال ۲۰۱۰ میلادی، ۳۹۶ نفر بوده‌است.